# Bundesverband Gedächtnistraining

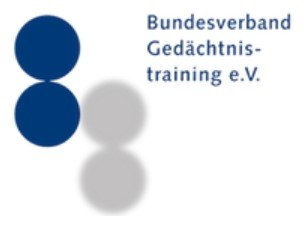
Logo des Bundesverbandes Gedächtnistraining e. V.

Der Bundesverband Gedächtnistraining (BVGT) ist ein eingetragener, gemeinnütziger Verein mit Sitz in Idstein, der sich die Förderung von Wissenschaft und Forschung im Bereich des Gedächtnis- und Hirnleistungstrainings zur Aufgabe gemacht hat. Der Satzungszweck wird insbesondere durch „wissenschaftliche Veranstaltungen und Studien, Ausbildungen und Fortbildungen im Ganzheitlichen Gedächtnistraining, und dadurch Förderung kognitiver Übungen und Leistungen zur  Steigerung der Lebensqualität in jedem Alter“ verwirklicht.

## Geschichte
Der Verband wurde am 10. August 1987 als Bundesverband Gedächtnistraining nach Dr. med. Franziska Stengel e. V. in Düsseldorf gegründet und trägt heute den Namen Bundesverband Gedächtnistraining e. V. Er hat rund 4000 Mitglieder.
Der Verein ist Mitglied bei der Bundesarbeitsgemeinschaft der Seniorenorganisationen (BAGSO) und seit 1991 Mitglied im Deutschen Paritätischen Wohlfahrtsverband (DPWV). Hans Georg Nehen, Chefarzt und Leiter des Geriatriezentrums Haus Berge (mit Memory Clinic) in Essen, war von 1995 bis 2015 der 1. Vorsitzende im Vorstand des Bundesverbandes Gedächtnistraining. Von 2016 bis 2023 war Univ.-Prof. Dr. M. Cristina Polidori FRCP Vorsitzende des Verbandes. Seit März 2023 ist Prof. Dr. Özgür Onur, Leitender Oberarzt der Neurologie der Uniklinik Köln, der 1. Vorstandsvorsitzende des BVGT e. V.

## Ziele
- Entwicklung, Förderung und Verbreitung eines ganzheitlichen Gedächtnis- und Hirnleistungstrainings
- Aus- und Fortbildung von Gedächtnistrainern und Ausbildungsreferenten
- Durchführung von Gedächtnis- und Hirnleistungstraining in unterschiedlichen Zielgruppen
- Teilnahme an und Organisation von Fachveranstaltungen im In- und Ausland
- Kooperation mit befreundeten Verbänden und Institutionen
- Weitergabe von Arbeitsergebnissen des Verbandes an alle Mitglieder sowie an Institutionen, die an der Weiterentwicklung des Gedächtnis- und Hirnleistungstrainings beteiligt sind

## Tag der geistigen Fitness
Seit 2004 organisiert der BVGT einmal im Jahr im September einen „Tag der geistigen Fitness“(R). Diese Veranstaltung findet in mehr als 20 Städten in Deutschland statt. Ziel der Veranstaltung ist es, einer breiten Öffentlichkeit das Ganzheitliche Gedächtnistraining näherzubringen. Dazu wird beim TdgF ein Gedächtnistrainings-Parcours, der spielerisch durchlaufen werden kann, sowie diverse Vorträge und Workshops zum Thema Gedächtnistraining angeboten.

## Partnerverbände

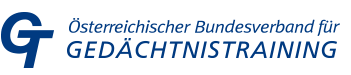
Logo des Österreichischen Bundesverbandes für Gedächtnistraining

Am 25. November 2011 wurde der Europäische Dachverband für Gedächtnistraining (EUVGT) mit Sitz in Salzburg gegründet. Mitglieder darin sind neben dem deutschen Bundesverband für Gedächtnistraining der Österreichische Bundesverband für Lern-, Denk- und Gedächtnistraining und multimodale biografieorientierte Aktivierung (ÖBV-GT), der Schweizerische Verband für Gedächtnistraining (SVGT) und der Lëtzebuerger Verein fir Gediechtnistraining (LVGT) aus Luxemburg. Diese Partnerverbände erkennen gegenseitig die nationalen Ausbildungen zum Gedächtnistrainer an.